# Jordi Domenjó
Jordi Domenjó, né le 24 août 1979, est un céiste espagnol pratiquant le slalom.

## Carrière
Jordi Domenjó remporte la médaille de bronze en canoë monoplace par équipes aux Championnats d'Europe de 2000 à Mezzana.
Il participe aux Championnats du monde 2009 à La Seu d'Urgell et remporte une médaille de bronze en canoë monoplace par équipe.
Lors des Championnats du monde 2010 à Tacen, Domenjo remporte la médaille de bronze en canoë monoplace.